# Trajanov forum
Trajanov forum u Rimu je posljednje, najveće, najveličanstvenije i najočuvanije zdanje od zdanja napravljenih tijekom rimskog carstva. Izgradnja foruma je započeta 107. godine po zapovjedi cara Trajana, a radio ga je poznati arhitekt tog vremena, Apolodor i forum je završen 143. godine. 
Budući da je bilo vrlo malo mjesta u središtu Rima za izgradnju ovako, po Trajanovoj zamisli, bombastičnog projekta, mjesto gradnje foruma je bilo izabrano na području između Augustovog i Cezarovog foruma, u blizini brda Kvirinal. Pošto je mjesto bilo uzvišeno, što Trajan ni u kojem slučaju, nije želio prihvatiti, pa je skinuta zemlja u visini od 35 metara i porušene su sve kuće koje su se nalazile na toj lokaciji.

## Struktura Trajanovog foruma
1. veličanstveni Trajanov luk, izgrađen 116. godine predstavlja ulaz u forum
2. Put od Colosseuma ide ravno ispod Trajanovog luka do središnje statue "Trajana na konju"
3. Na iskopanom zapadnom dijelu brda Quirinal, izgrađene su polukružni odjeljci tkz. "Trajanove tržnice". Ovdje su se nalazile, na više katova, mali dućani. Čak je i Apolodor prekrio ove prostore kako posjetioci ne bi kisnuli.
4. Na posjetioce je posebno uvjerljivo djelovala Basilika Ulpia. Sumnja se da se u njoj nalazili odvjetnički i sudski uredi kao i uprava za izobrazbu.
5. U nastavku Basilike Ulpie izgrađena su dva odvojena zdanja (knjižnica). Jedna strana je pripadala knjigama pisanim na latinskom a druga strana knjigama pisanim na grčkom.
6. Između te dvije zgrade knjižnice se nalazi Trajanov stup, do dan danas najbolje očuvan dio Trajanovog foruma
7. Kraj cijelog kompleksa je označavao Trajanov hram koji je Trajan napravio sam sebi u čast

Ostaci Trajanovog foruma se nalaze 5 metara ispod današnjih cesta u Rimu, i do danas nije u potpunosti iskopan. Najbolje su sačuvani dijelovi Trajanove tržnice i Trajanov stup. Kroz Trajanov forum je kasnije i Mussolini izgradio Via dei Fori Imperiali.

## Vanjske poveznice
|  | Zajednički poslužitelj ima još gradiva o temi Trajanov forum |

- Arhivirana inačica izvorne stranice od 30. svibnja 2004. (Wayback Machine) (slike rekonstrunkcija)